# Ailurinae
Ailurinae – podrodzina ssaków drapieżnych z rodziny pandkowatych (Ailuridae).

## Podział systematyczny
Do podrodziny należy jedno występujące współcześnie plemię:
- Ailurini J.E. Gray, 1843

Opisano również plemię wymarłe:
- Pristinailurini S.C. Wallace & L.M. Lyon, 2022

Wymarły rodzaj bazalny:
- Magerictis Ginsburg, Morales, Soria Mayor & Herraez, 1997[4] – jedynym przedstawicielem był Magerictis imperialensis Ginsburg, Morales, Soria & Herraez, 1997